# Bjarne Kreutzmann
Bjarne Kreutzmann (* 4. März 1943 in Maniitsoq; † 2004) war ein grönländischer Politiker und Polizist.

## Leben
Bjarne Kreutzmann war der Sohn von Lauritz Kreutzmann († 1989) und seiner Frau Dorthe Heilmann († 1985). Am 11. September 1965 heiratete er die dänische Oberlehrerin Bodil Hou (* 1945).
Er machte 1964 seinen Realschulabschluss und wurde als Polizist in seiner Heimatstadt Maniitsoq und in Qullissat angestellt. 1969 schloss er die Polizeischule in Kopenhagen ab und arbeitete in Skagen und Vordingborg, bevor er als Polizeiassistent in Nuuk angestellt wurde.
1979 war er Mitgründer der Atassut und saß ab diesem Jahr im Rat der Gemeinde Nuuk. Von 1985 bis 1989 war er Bürgermeister dort, davon das erste Jahr interim. Für die Atassut hatte er erfolglos bei der Parlamentswahl 1984 und 1987 kandidiert. 1988 verließ er die Atassut und saß fortan parteilos auf dem Bürgermeisterstuhl. Bei der Kommunalwahl 1989 gelang ihm auf einer Bürgerliste gemeinsam mit zwei weiteren Kandidaten der erneute Einzug in den Gemeinderat. 1991 gründete er die Akulliit Partiiat, für die er bei der Parlamentswahl 1991 und 1995 ins Inatsisartut einziehen konnte. Bei der Wahl 1999 kandidierte er nach der Auflösung seiner Partei für die Siumut, erhielt aber nur noch 30 Stimmen. Anschließend beendete er seine politische Karriere.
Er war nicht nur als Politiker aktiv, sondern auch als Fußballtrainer und Hobby-Mineraloge. Er trainierte jahrzehntelang die Jugendmannschaften von B-67 Nuuk und reiste mit ihnen viele Male zu Turnieren nach Dänemark. Für dieses Engagement wurde er mit mehreren Sportpreisen ausgezeichnet. Zudem war er drei Amtszeiten lang Vorsitzender von Grønlands Skiforbund. Als Mineraloge sammelte er seit 1970 Mineralien aus Grönland und bietet Mineralienexkursionen für Touristen an. Er war zudem Ehrenbürger von Tucson, dem Veranstaltungsort er Tucson Gem & Mineral Show.